# Acalypha pendula
Acalypha pendula é uma espécie de flor do gênero Acalypha, pertencente à família Euphorbiaceae.